# Севджур
Севджур (вірм. Սևջուր), Мецамор (вірм. Մեծամոր) — річка, що протікає у Вірменії. Витікає з джерел гірського масиву Араґац. Здебільшого протікає болотистою місцевістю. Течія повільна. Зливаючись з Касахом, є притокою Араксу.
В долині річки у період весняного прольоту зустрічається вимираючий вид птахів — Коровайка.  
| Вірменія | Це незавершена стаття з географії Вірменії. Ви можете допомогти проєкту, виправивши або дописавши її. |